# Reinhold Heegn
Josef Reinhold Heegn, auch Reinhold Hegna (* 22. Juni 1875 in Versec, Königreich Ungarn, Österreich-Ungarn; † 2. Januar 1925 in Vrsac, Königreich Jugoslawien) war ein politischer Führer der Donauschwaben in der Vojvodina.

## Leben
Heegn war von Beruf Ingenieur. Als Politiker war Heegn einer der aktivsten nationalen Mitstreiter des ersten Obmanns der Ungarländischen Deutschen Volkspartei, Ludwig Kremling. Nach dem Ersten Weltkrieg befürwortete Heegn den ungeteilten Anschluss des Banats an Südslawien, wobei er in erster Linie die Positionen der deutschstämmigen Bewohner der Orte Grossbetschkerek, Werschetz  und Pantschowa im westlichen Banat vertrat. Während der serbischen Besetzung des Banats wurde er vom 17. Februar bis zum 20. Juli 1919 zum Obergespan der noch zum Königreich Ungarn gehörenden Stadt Temesvár ernannt. Von serbischer Seite hatte er das Versprechen der Gründung einer deutschen Universität in der Stadt erhalten, sollten sich die Banater Schwaben für einen Anschluss an Südslawien aussprechen.